# Messianismo
O messianismo é, em termos restritos, a crença na vinda - ou no retorno - de um enviado divino libertador, um messias, com poderes e atribuições que aplicará ao cumprimento da causa de um povo ou um grupo oprimido. Há entretanto um uso mais amplo - e às vezes indevido - do termo para caracterizar movimentos ou atitudes movidas por um sentimento de "eleição" ou "chamado" para o cumprimento de uma tarefa "sagrada".
As tendências messiânicas são visíveis em certos fenômenos nacionais, como o sebastianismo em Portugal ou o Ciclo Arturiano com origem nas Ilhas Britânicas. Em Portugal, pode-se considerar mesmo a obra "O Quinto Império" do Padre António Vieira de um teor messiânico que se encontrará também, transfigurado, na "Mensagem" de Fernando Pessoa, onde conceitos filosóficos, como o do Super-Homem nietzschiano, se misturam com elementos do ocultismo e da ideia de destino ou fado, também próprio da identidade cultural portuguesa.

## Origem do messianismo
O messianismo tem origem nas tradições etnoculturais e religiosas do Oriente, como no caso dos judeus, onde surgiu a ideia de um "Messias" (do hebraico mashiach, "ungido") como um líder divinamente escolhido para restaurar a justiça, libertar o povo de Israel e instaurar uma era de paz. Toda essa perspectiva e expectativa foi moldada por contextos de opressão, perseguição e exílio, como durante o domínio babilônico, e influenciada por ideias de reis-sacerdotes no Egito e Mesopotâmia. No período do Segundo Templo, sob domínio estrangeiro, o messianismo ganhou conotações escatológicas. Posteriormente, essa ideia foi reinterpretada em uma seita judaica, com Jesus sendo visto como o Messias universal, o que se tornaria o Cristianismo, e influenciou outras tradições religiosas e movimentos políticos ao longo da história. 
Na história do Brasil, o termo messianismo é usado para dar nome aos movimentos sociais nos quais milhares de sertanejos fundaram comunidades comandadas por um líder religioso.

## Movimentos messiânicos

### Caldeirão de Santa Cruz do Deserto
Surgiu no Crato, interior do Ceará, sob a liderança do beato José Lourenço.
Consistia numa comunidade igualitária onde todos os habitantes tinham direitos e deveres iguais. Tal ideal não agradava ao governo estadual e aos fazendeiros da região. O Caldeirão era protegido pelo Padre Cícero, que inclusive ajudou o beato José Lourenço a arrendar o terreno. Após a morte do sacerdote, governo e fazendeiros se aproveitaram para destruir a comunidade.

### Canudos
Ocorreu no sertão baiano no século XIX. O líder Antônio Conselheiro defendia a volta da monarquia e classificava o republicanismo como uma manifestação contra a Cristandade.Como a fama do movimento começou a se espalhar pelo país, os governos estaduais e federal se uniram para destruí-lo. Em 1897, Canudos foi completamente destruída.Este foi sem dúvida o maior movimento messiânico ocorrido no Brasil.[carece de fontes?]

### Contestado
Surgido em 1912 na divisa dos estados de Santa Catarina e Paraná, era um movimento liderado por monges que lutava contra a expropriação de suas terras pela companhia Brazil Railway Company, que recebeu do governo 15 km de cada lado da ferrovia, iniciou a desapropriação de 6.696 km² de terras (equivalentes a 276.694 alqueires) ocupadas já há muito tempo por caboclos que viviam na região entre o Paraná e Santa Catarina.
Em 1916 a comunidade foi destruída pelo exército brasileiro.

### Muckers
Em 1868 começou o movimento messiânico dos Muckers, em Sapiranga, Rio Grande do Sul, liderado por Jacobina Mentz Maurer. Em 1874, depois de três ataques do Exército Brasileiro da Guarda Nacional, são finalmente afogados em um banho de sangue, vencida a sua resistência. É sabido que alguns dos remanescentes desse movimento participaram de Canudos.

### Monges do Pinheirinho
Surgido em 1902 na região da província de Encantado, Rio Grande do Sul. Tratava-se de uma seita religiosa semelhante à dos Muckers de Sapiranga, mas suportada majoritariamente por caboclos em confronto com os imigrantes italianos ali residentes há poucos anos e as forças de segurança do Estado. O movimento messiânico teve o mesmo destino trágico dos Muckers, seus integrantes foram massacrados pela Brigada Militar. É sabido que remanescentes deste movimento participaram do Contestado, havendo inclusive menção do Monge João Maria no movimento, entretanto é discutível se se tratava da mesma pessoa, já que tal identidade era comumente invocada por inúmeros líderes de movimentos similares.

### Monges Barbudos
Movimento messiânico ocorrido entre os anos de 1935 e 1938 em Sobradinho, cidade emancipada de Soledade em 1927, interior do Rio Grande do Sul. O ponto máximo do conflito aconteceu no dia 14 de abril de 1938, uma Sexta-Feira Santa, na capela Santa Catarina, no então distrito de Bela Vista que na época pertencia para o município de Sobradinho, hoje território de Segredo/RS. Ocorreu o confronto entre os seguidores monges e soldados da Brigada Militar, esta última com apoio de moradores locais contrários ao movimento. Várias pessoas foram presas e outras ficaram feridas. O líder do movimento, André Ferreira França (apelidado Deca) não estava presente devido às perseguições. O segundo líder do movimento, Anastácio Desidério Fiúza (chamado Tácio), foi baleado, ferimento que o levou à morte em 15 de abril de 1938. Pouco tempo depois, também Deca acabou sendo morto. Os membros do movimento ficaram impedidos de se reunirem e praticarem sua religiosidade. Neste movimento também há menção à figura do Monge João Maria, que teria pernoitado durante meses na casa de Deca, ensinando procedimentos de cura com plantas medicinais, orações e ritos diversos e lhe incumbido de organizar a seita na região.